# Schwenke (Halver)
Schwenke ist ein Ortsteil der nordrhein-westfälischen Stadt Halver im Märkischen Kreis.

## Lage und Geografie
Die Siedlung hat mit den umliegenden Einzelgehöften etwa 600 Einwohner und befindet sich etwa vier Kilometer westlich der Kernstadt von Halver und sechs Kilometer östlich von Radevormwald auf einer Höhe von ca. 400 Metern über Normalnull. Der Ort liegt an der Bundesstraße 229, die Remscheid mit Lüdenscheid verbindet. Die früheren Wohnplätze Mark und Felsenberg sind in der geschlossenen Bebauung des Ortes aufgegangen.

## Geschichte
Schwenke wurde erst 1836 besiedelt und gehört damit zu den jüngsten Siedlungen in Halver. Der Siedlungskern lag an der 1836 in diesem Abschnitt fertiggestellten Chaussee von Halver nach Radevormwald, die heutige Bundesstraße 229, an der Kreuzung der Chaussee mit dem alten Wegen nach Bärendahl und nach Dienstühlen. 
Bei Schwenke verlief auf der Trasse der heutigen Bundesstraße 229 und der Kreisstraße K 3 eine vermutlich frühgeschichtliche Altstraße von Schwelm über Radevormwald nach Wegerhof, die als Eisen- und Kohlenstraße genutzt wurde. Diese wurde von einer weiteren wichtigen Altstraße von Wipperfürth nach Breckerfeld gekreuzt. 
Das Gemeindelexikon für die Provinz Westfalen von 1887 gibt eine Zahl von drei Einwohnern an, die in einem Wohnhaus lebten.
Am 30. Juni 1910 erhielt Schwenke mit der Eröffnung der Wuppertalbahn Anschluss an das Eisenbahnnetz. Der Ort besaß etwas abseits vom Ort einen eigenen Bahnhof an der von Wuppertal-Oberbarmen bzw. Remscheid-Lennep über Krebsöge und Radevormwald, Schwenke und Halver nach Oberbrügge verlaufenden Nebenbahn. Die nie von wirtschaftlicher Bedeutung gewesene Eisenbahnlinie wurde bereits zum 30. Mai 1964 im Personenverkehr stillgelegt. Einige Jahre später erfolgte auch die Einstellung des Güterverkehrs und schließlich der Abbau der Strecke.
Im ersten Drittel des 20. Jahrhunderts bestand Schwenke aus einer kleinen Häusergruppe südlich der heutigen Bundesstraße, dem ursprünglichen Siedlungskern, und einer Fabrik mit Schornstein nördlich davon. Ab der Mitte des 20. Jahrhunderts vergrößerte sich der Siedlungsbereich nördlich der Bundesstraße vor allem westlich der Straße nach Bärendahl. In der zweiten Hälfte des 20. Jahrhunderts bestand auf dem alten Fabrikgelände kurzfristig eine Schule in Schwenke, die zuvor im nahen Hohenplanken ansässig war. Gegen Ende des 20. Jahrhunderts assimilierte der Ortsbereich die zuvor eigenständigen Wohnplätze Mark und Felsenberg.

## CDU-Petition gegen Kleinwaffen
International bekannt wurde Schwenke durch eine Aktion der Künstlergruppe Peng!. Diese hatte dort 2017 einen fiktiven Ortsverband der CDU gegründet, dessen Vorsitzende Brigitte Ebersbach an die Vorsitzende der CDU, Angela Merkel, einen Aufruf richtete, sich in der nächsten Legislaturperiode gegen den Export von Kleinwaffen einzusetzen. Über diesen Aufruf wurde in internationalen Medien berichtet. Später wurde die Kommunikationsguerilla-Aktion durch Peng! bestätigt.